# مات كارمايكل
مات كارمايكل (بالإنجليزية: Matt Carmichael)‏ هو مدرب كرة قدم ولاعب كرة قدم بريطاني، ولد في 13 مايو 1964 في سنغافورة. لعب مع بريستون نورث إيند ودارلينجتون إف سى وسكونثورب يونايتد ولينكولن سيتي أف سي ونادي بارنت ونادي بوسطن يونايتد ونادي توركو ونادي دونكاستر روفرز ونادي مانسفيلد تاون وويكمب وندررز.

## وصلات خارجية
- مات كارمايكل على موقع Soccerbase.com (لاعب) (الإنجليزية)